# Los Metros
Los Metros es una organización criminal, escisión del Cártel del Golfo, con presencia en Reynosa, México. Esta facción fue creada en un inicio por Mario Cárdenas Guillén, hermano de Osiel Cárdenas, exlíder del Cártel. Es una de las cinco escisiones del Cártel del Golfo que se disputan el estado de Tamaulipas, así como Ciudad Camargo, Gustavo Díaz Ordaz,Reynosa, Miguel Alemán.

## Historia
En 1988 fue que Osiel Cárdenas asumió el liderazgo del cártel, fundado de manera casi inmediata el Bloque de Los Metros, que dejó al mando principal de su hermano. Años más tarde, el 14 de marzo de 2003 elementos del Ejército Mexicano y de la PGR capturan a Osiel Cárdenas en Matamoros, Tamaulipas. Fue cuando Jorge Eduardo Costilla Sánchez asumió el mando máximo del Cartel, teniendo como mano derecha a Raúl Enrique Santana y Samuel Flores Borrego, quien asumió un lugar importante en el Cartel desde entonces, hasta su muerte, el 2 de septiembre de 2011, las autoridades mexicanas encontraron el cadáver de Flores Borrego en la caja de una camioneta Ford Lobo en las afueras de la ciudad de Reynosa. Fue en 2010 cuando Los Zetas rompieron su pacto con el Cartel Del Golfo y fue cuando se desató la ola de violencia en Tamaulipas, y poco después cuando comenzó la guerra interna, facciones del Cartel Del Golfo y de Los Zetas se enfrentan entre sí, todo por pelear el control absoluto de una organización en concreto. También en ese mismo año algunas células del CDG comenzaron a distanciarse y a trabajar de manera autónoma.
El 4 de septiembre del 2012 fue arrestado Mario Cárdenas Guillén, alías "El Gordo" o el "M1".  Después del arresto de Mario Cárdenas Guillén, Petronilo Moreno Flores alías el "Metro 100" o "El Panilo",cuyo liderazgo se caracterizó por la gran cantidad de conflictos internos y externos que enfrentaron a su grupo. Las disputas internas se hicieron más cruentas después del operativo que acabó con la muerte de Julián Manuel Loisa Salinas, alías "el Comandante Toro", y Francisco Carreón Olvera, alías "Pancho", además de ocho guardias de "El Comandante Toro" abatidos, esto ocurrido el 17 de febrero del 2017.  Después de la muerte de Julián Loisa Salina, su sobrino Alberto Salinas alías "El Betillo", tomó el mando de su grupo de sicarios, clamando que fue producto de una traición, siguiendo con las disputas dentro del cártel. Finalmente fue abatido junto a tres guardias, el 28 de enero del 2018 después de un enfrentamiento contra la Marina, esto en las afueras de Reynosa. Después de este golpe, Luis Alberto Blanco Flores asumió el liderato, pero no por mucho tiempo, ya que fue detenido en Monterrey, esto el 30 de agosto del 2018.
Si bien se había reportado detenido el 19 de octubre, en un principio se pensó que había sido asesinado por los líderes históricos del Cártel del Golfo (con quien sostenía una lucha interna que debilito al cártel gran parte de la década), siendo un golpe duro a la organización
El 26 de julio del 2021 una serie de narcomantas fueron abandonadas en numerosos puntos de ciudades Reynosa, Matamoros, San Fernando, Méndez y Burgos, donde el Cártel del Golfo y sus escisiones como Los Metros, Los Ciclones, Los Escorpiones y Los Rojos afirmaban que comenzarían a una tregua, reduciendo sus operaciones en los municipios donde las mantas fueron abandonadas.

## Actividades y hechos violentos
El grupo ha servido de brazos armado del Cártel del Golfo, pero desde el debilitamientos de este ha operado de manera más autónoma. En la actualidad Los Metros sostienen una sangrienta disputa contra "Los Escorpiones", otro brazo armado del CDG que lucha para hacerse del control de la organanización. El 27 de septiembre del 2019 un joven fue ejecutado y abandonado el cadáver en la Brecha E99 por la orilla del canal, en Reynosa. Recientemente se han observado videos donde muestran una alianza con el Cártel de Jalisco Nueva Generación, mientras calcinan los cadáveres de dos presuntos sicarios de un grupo antagónico.
A inicios de marzo del 2021, autoridades y algunos portales de noticias informaron de un enfrentamiento entre miembros de Los Metros y Los Escorpiones, el cual dejó seis muertos encontrados en una brecha del Ejido Los Corrales, ubicado en Reynosa. Algunos de los cadáveres tenían puestos chalecos antibalas con las siglas CDG. Según versiones extraoficiales, el enfrentamiento se debió al secuestro. Roque Cruz Fuentes, conocido como el Comandante Roque, líder de Los Metros.
El 29 de septiembre del 2021 es asesinado el líder criminal del CDG “Comandante Pezón”, de nombre no revelado, esto por sus diferencias con César Morfín, El Primito, líder de los Metros. El "Comandante Pezón" fue ejecutado después de un enfrentamiento entre los límites de los municipios de Camargo y Miguel Alemán, en la frontera con Texas.
El 15 de octubre del mismo año la Fiscalía General de Justicia del Estado de Nuevo León confirmaron que un tiroteo entre miembros de Los Metros y del Cártel del Noreste, dejaron como saldo tres muertos, y seis vehículos con blindaje artesanal incendiados. El enfrentamiento ocurrió en un tramo de tres kilómetros en la carretera que conecta a Camargo y las comunidades de Comales con Peña Blanca, Tamaulipas, cerca de la garita de Doctor Coss, Nuevo León.

### Golpes a la organización
- 13 de julio del 2021 es detenido José Alfredo Hernández Campos alías "M27" o "Comandante Calamardo" en las calles de la ciudad de Reynosa. Menos de 24 horas fue liberado cuando un comando fuertemente armado ingresaron a la fuerza a las instalaciones de la Fiscalía General de Justicia (FGJ), liberando a su líder y causando indignación en los medios de comunicación y opinión pública.[38][39] A pesar de la mediática liberación del "M27", y de la accidentada búsqueda de este en días siguientes (librando enfrentamientos que dejarían como saldo un muerto y tres detenidos)[40] este fue abatido después de un enfrentamiento con militares en la ciudad de Reynosa, el 4 de septiembre.[41][42]
- 26 de febrero del 2022; Tras una serie de enfrentamientos y disturbios entre las autoridades estatales y civiles armados en las calles y principales avenidas de la ciudad fronteriza de Reynosa, es detenido Obed Peña, identificado como jefe de plaza y líder criminal de Los Metros en la ciudad de Gustavo Díaz Ordaz, además de ser cercano a Cesár Morfín alias "El Primito" líder del Cartel del Golfo en Reynosa. Fue entregado a las autoridades estadounidenses del FBI por presuntos cargos de homicidio, narcotráfico y terrorismo.[43][44][45]
- 31 de marzo del 2022; Es abatido alías “El Tilín”, así como cuatro de sus escoltas en un enfrentamiento contra el ejército mexicano, esto en el municipio de Miguel Alemán. Autoridades mencionan que al menos tres vehículos militares participaron en las acciones, derivado de sus labores de patrullaje. La unidad en que viajaban las personas que dispararon se estrelló en un local de billares, frente a la rotonda donde coinciden diversas avenidas del centro de la ciudad, agregando que "El Tilín", era jefe de sicarios de la organización criminal.[46][47][48]
- 13 de abril del 2022; Es detenido en la ciudad de Querétaro Dionisio Ávila Bárcenas alias "Metro 85" o el "Chiricuas" jefe de plaza y líder criminal del Cartel del Golfo Los Metros de la ciudad Miguel Alemán, Tamaulipas en conjunto con autoridades de la FGR y agentes del Interpol, acusado de cargos como asociación delictuosa y delitos contra la salud.[49]